# 弗朗茨·艾格纳
弗朗茨·艾格纳（德語：Franz Aigner，1892年1月24日—1970年1月21日），奥地利男子举重运动员。他曾代表奥地利参加1924年夏季奥林匹克运动会举重比赛，获得男子82.5公斤级银牌。